# Everybody Hates Chris
Everybody Hates Chris is een Amerikaanse sitcom die wordt uitgezonden op The CW. De serie is losjes gebaseerd op de jeugd van comedian Chris Rock, in de tijd dat hij opgroeit in de wijk Bedford-Stuyvesant van Brooklyn. 
De titel van de serie is een parodie op de titel van een andere serie, Everybody Loves Raymond. Deze serie gebruikt, in tegenstelling tot anderen, geen band met lachend publiek. De serie wordt opgenomen met één camera.
Everybody Hates Chris won een NAACP Award voor "Outstanding Comedy Series." Ondanks de schrijversstakingen in 2007 heeft het 3de seizoen een volledig 22-aflevering-tellend seizoen, dankzij een vroege productie.
De serie wordt in verschillende landen uitgezonden, in Vlaanderen door  Comedy Central en in Nederland door Veronica.

## Verhaal
Het verhaal draait om het gezin Rock. Vader Julius en moeder Rochelle hebben 3 kinderen. Chris, Drew en Tonya. De laatste twee gaan naar een school in de buurt, maar van Chris hebben Julius en Rochelle hogere verwachtingen en daarom sturen ze hem naar Corleone Junior High. Elke dag moet Chris 3 bussen halen om naar school te gaan en moet daarom al 's morgens om 06:15 weg. Op die school is hij de enige 'zwarte' en wordt daarom vaak gepest door Joey Caruso.

## Acteurs
- Tyler James Williams speelt de hoofdpersoon Chris.
- Terry Crews speelt de rol van Julius, de vader. Hij is krantenbezorger van beroep en heeft meestal ook een extra baantje erbij om rond te komen.
- Tichina Arnold speelt de rol van Rochelle, de moeder. Een vrouw die erg op haar uiterlijk gesteld is en er graag bakken met geld aan zou uitgeven, maar heel goed wetende dat haar man niet zoveel verdient, weet ze zich meestal in te houden. Soms neemt ze zelf een baantje maar houdt dat nooit langer dan een paar dagen vol. Daarna gaat ze zich ergeren aan haar collega's of chef en neemt dan ontslag met de woorden 'Ik hoef dit niet te doen hoor!! Mijn man heeft twee banen!!'
- Tequan Richmond speelt de rol van Drew, de jongere broer van Chris, maar hij ziet er ouder uit waardoor hij bij meisjes vaak in de smaak valt, waar Chris niet zo blij mee is.
- Imani Hakim speelt de rol van Tonya, het zusje van Chris. Zij is de jongste in het gezin en ontzettend bijdehand. Als Chris of Drew wat hebben uitgevreten, dan is ze de eerste die het aan haar moeder vertelt, tenzij Chris en Drew haar zwijggeld betalen.
- Vincent Martella speelt de rol van Greg Wulliger, de beste vriend van Chris. Als Chris probeert aan te pappen met zijn buurmeisje Tasha, geeft Greg allerlei 'goede' raad aan Chris hoewel Greg nooit een vriendinnetje heeft gehad.
- Paige Hurd speelt de rol van Tasha.
- Travis T. Flory speelt de rol van pestkop Joey Caruso.